# Mahdi (imię)
Mahdi (arab. ﻣﻬﺪﻱ, transkrypcja francuska Mehdi) jest męskim imieniem arabskim. Pochodzi od słowa al-hidaja (arab. ﺍﻟﻬﺪﺍﻳﺔ) znaczącego „sprawiedliwa/praworządna droga“, oznacza więc osobę sprawiedliwą/praworządną albo kroczącą drogą praworządności/sprawiedliwości.
Zdrobnienie brzmi Midu (arab. ﻣﺪﻭ).
Istnieje również forma żeńska Mahdiya (arab. ﻣﻬﺪﻳﺔ).

## Znane osoby noszące to imię (lub nazwisko)
- Mahdi z Sudanu
- Mehdi Frashëri
- Mehdi Karroubi
- Mehdi Zana